# Iveco Bus Evadys
L'Evadys est un autocar de ligne interurbaine et d'excursion fabriqué et commercialisé par les constructeurs Irisbus de 2005 à 2013, puis Iveco Bus depuis 2016.
Il sera lancé avec un moteur Iveco ayant la norme européenne de pollution Euro 4 puis au fil des années seront améliorés jusqu'à la norme Euro 6. Il sera produit dans l'usine d'Annonay en France, puis en République tchèque dans l'usine de Vysoké Mýto (ex-Karosa).
L'Evadys remplace l'Iliade.

## Historique
Il a été fabriqué entre 2005 et 2013 par le constructeur Irisbus, puis en septembre 2016, la production est relancée par Iveco Bus. Il succède
à l'Irisbus Iliade.

### Sous la marque Irisbus(2005 - 2013)

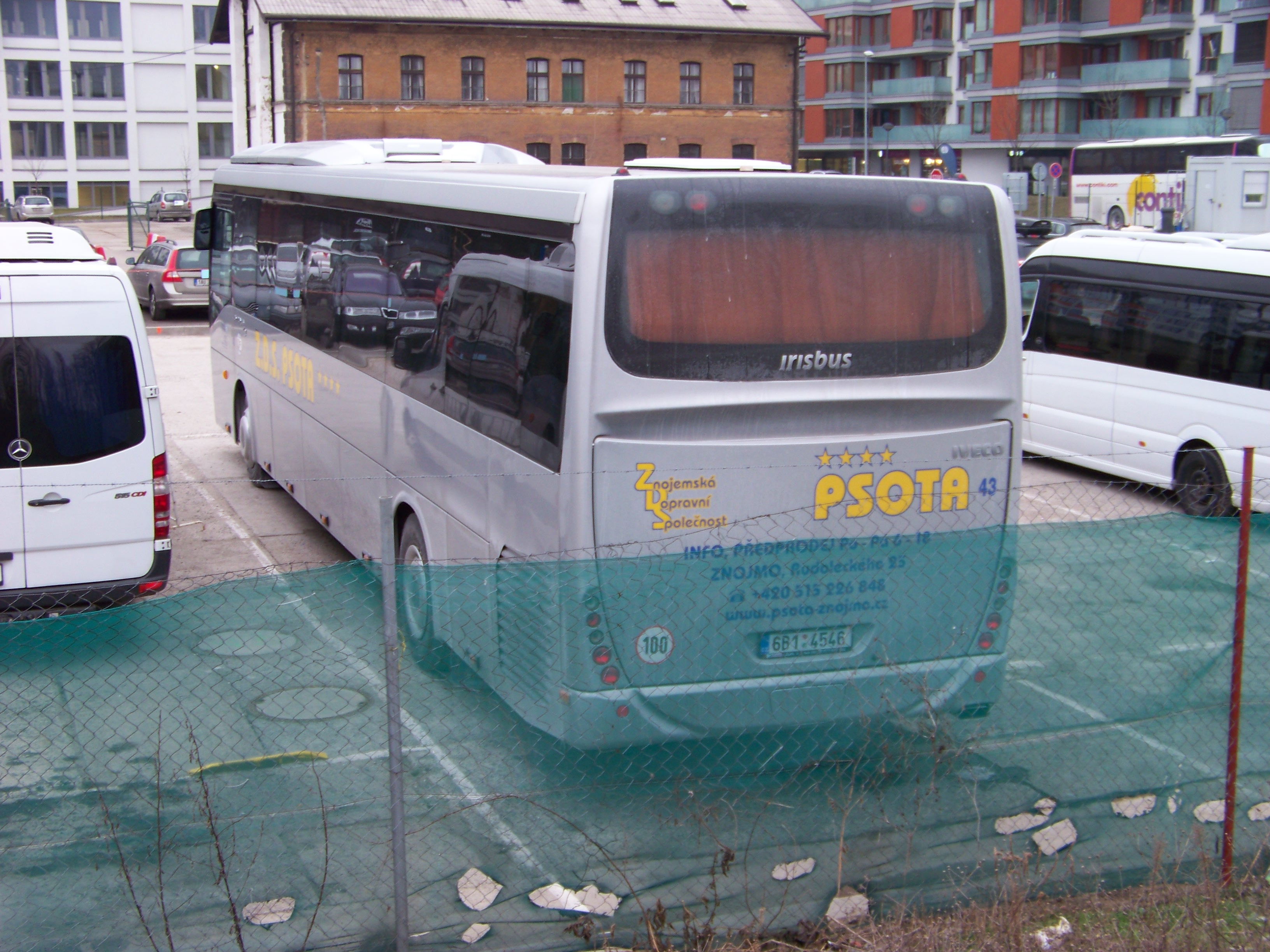
Arrière de l’Evadys H.

En 2005, Irisbus lance l'Evadys. Il est présenté comme le successeur de l'Iliade. La gamme comporte deux longueurs : 12 m et 12,8 m.
La première version à être commercialisée est l'Evadys HD en 2005. L’Evadys H a été commercialisé après, en 2007. L'arrière sera restylé pour l’occasion.

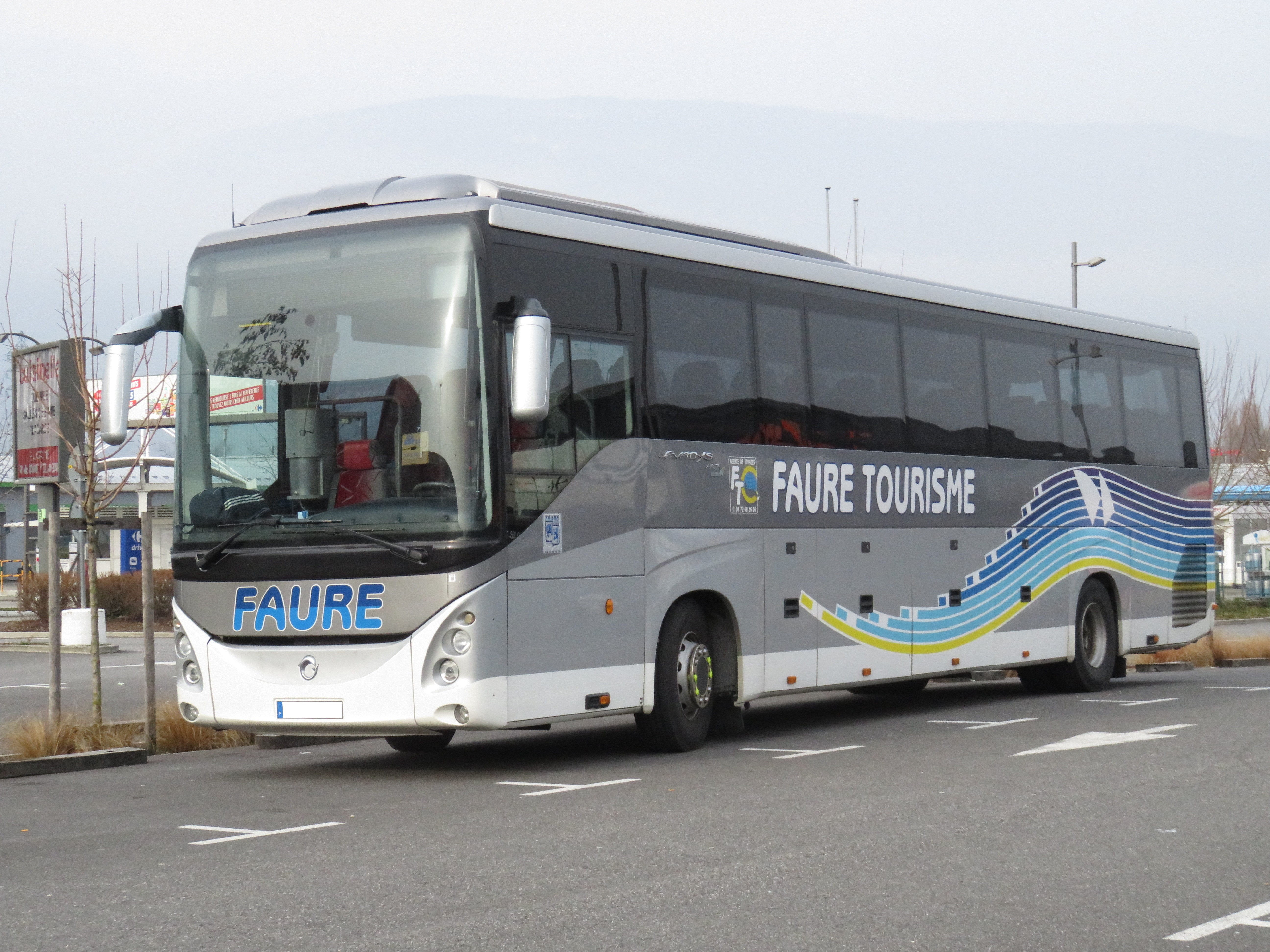
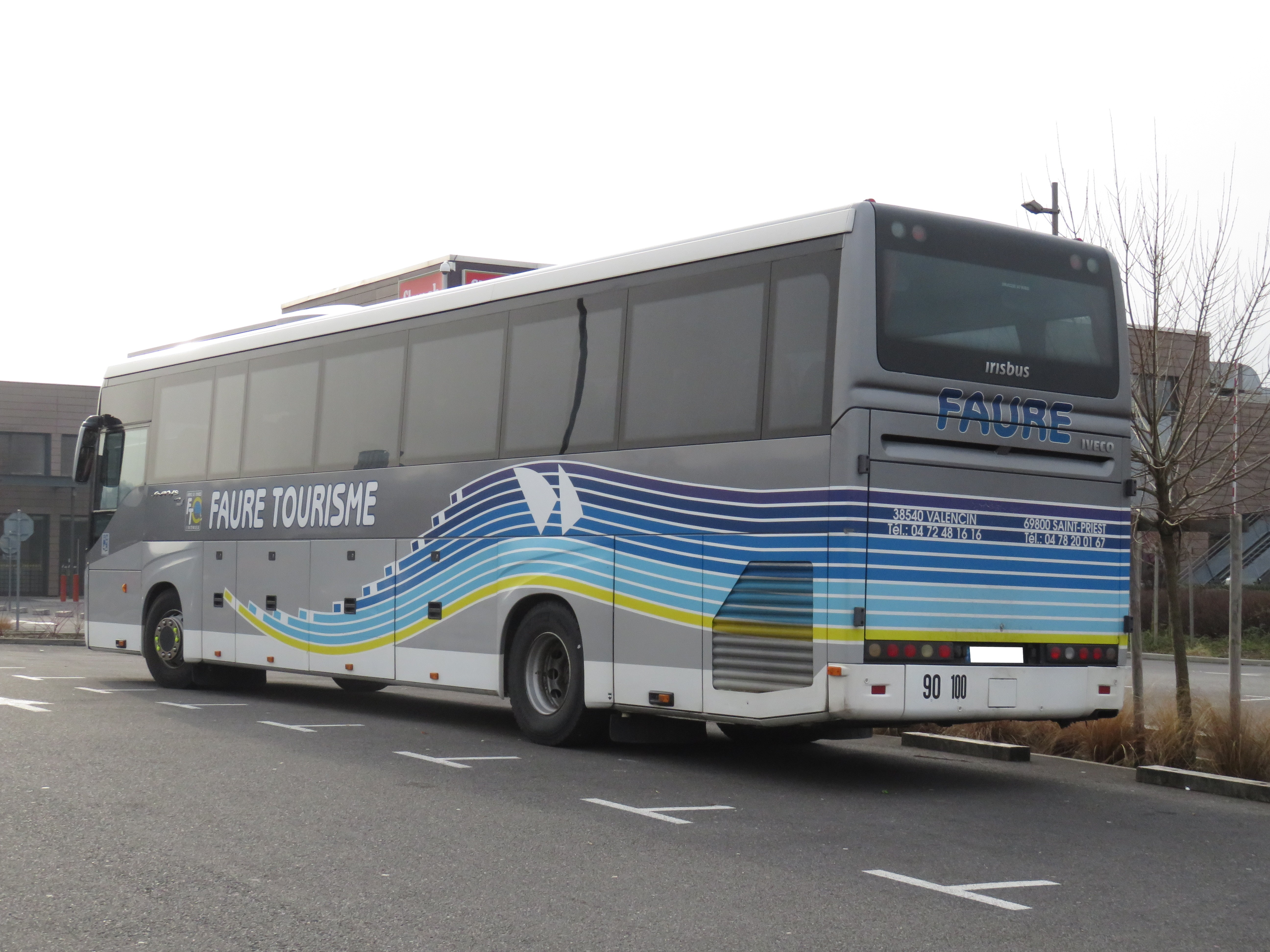

### Sous la marque Iveco Bus(2016 - ...)
Le 24 mai 2013, la marque Irisbus est remplacée par Iveco Bus, à la suite du rachat de Fiat Industrial par le groupe CNH Global (qui deviendra CNH Industrial en septembre 2013). Tous les modèles sont renouvelés et rebadgés sauf l'Evadys qui ne sera pas renouvelé.
En septembre 2016, la marque décida de relancer la production de la gamme. Comme le précédent modèle, il sera situé entre le Crossway et le Magelys et est esthétiquement très proche du premier.
L'aménagement intérieur est entièrement revu pour faciliter l'accessibilité des passagers et notamment les personnes à mobilité réduite avec une rampe d'accès motorisée et un espace leur étant réservé à proximité de la porte centrale.

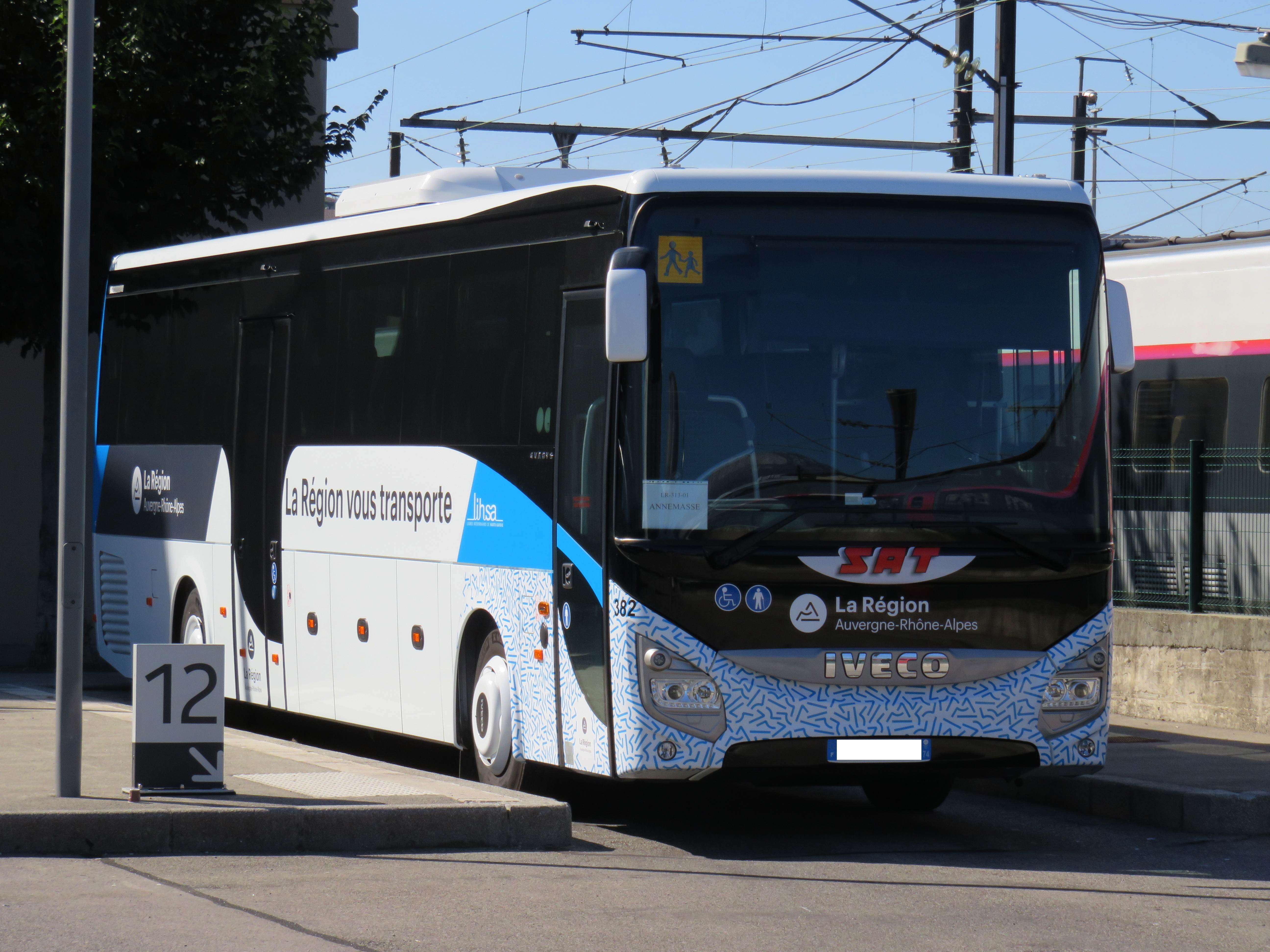
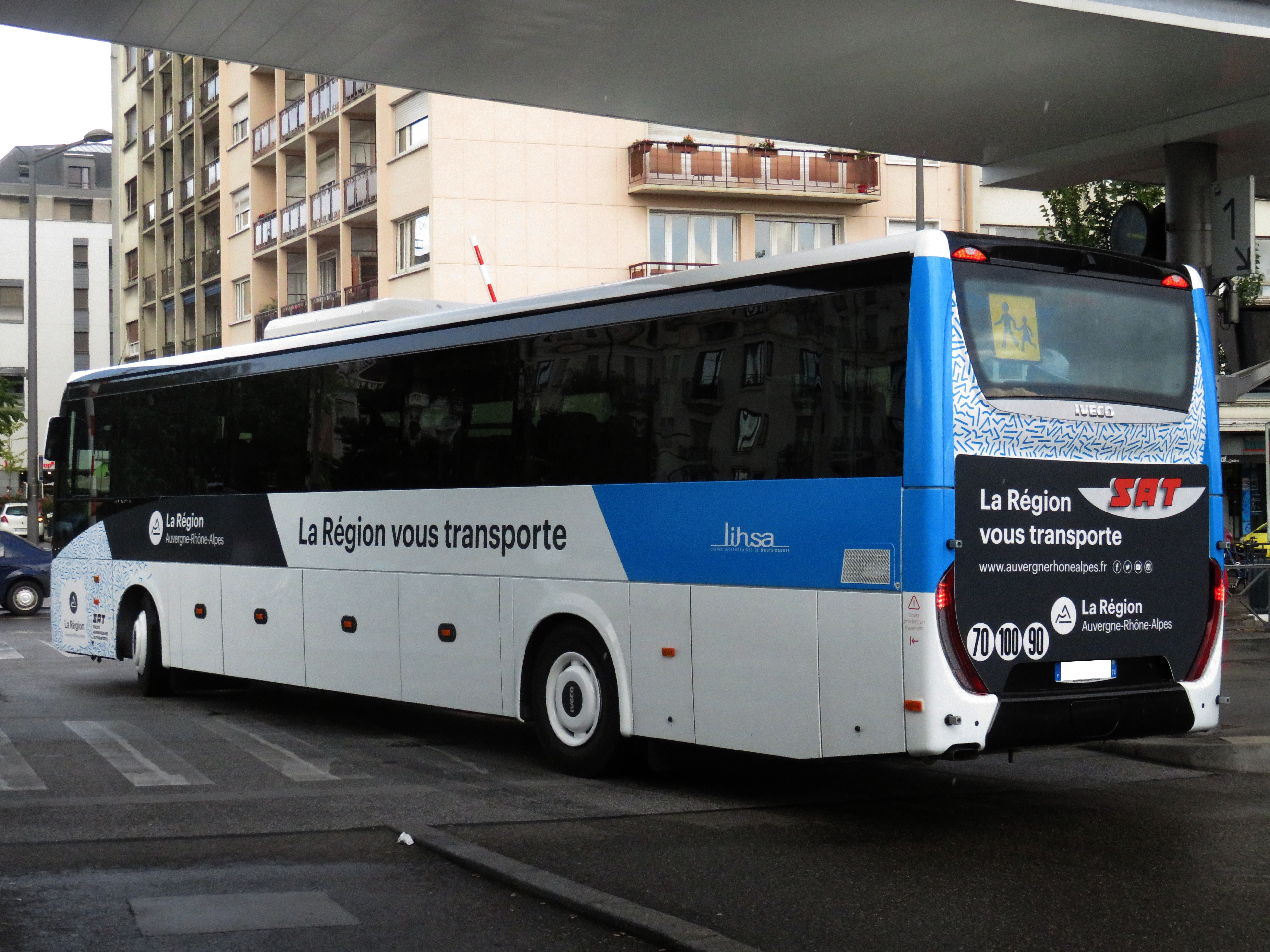

### Résumé de l'Evadys
- Octobre 2003 : présentation au Busworld de Courtrai (Belgique)[2].
- 2004 : lancement de l'Evadys de pré-série, sortie en très peu d'exemplaires, uniquement pour les salons ou démonstrations[2].
- 2005 : lancement et commercialisation de l'Evadys sous la marque Irisbus avec la version HD.
- 2007 : restylage de la face arrière et lancement et commercialisation de la version H.
- 2013 : arrêt de la fabrication et la commercialisation du modèle.
- Septembre 2016 : relancement de l'Evadys, sous la marque Iveco Bus. Présentation officielle au salon IAA de Hanovre[3].
- Fin 2016 : commercialisation.

| Générations                   | Production | Dérivés de chez Irisbus / Iveco Bus             | Modèles similaires                       |
| ----------------------------- | ---------- | ----------------------------------------------- | ---------------------------------------- |
| Irisbus Evadys (2005 - 2013)  |            | Irisbus Crossway Pro ; Irisbus Magelys Pro      |                                          |
| Iveco Bus Evadys (2016 - ...) |            | Iveco Bus Crossway Pro ; Iveco Bus Magelys Line | MAN Lion's Regio ; Mercedes-Benz Integro |

## Générations

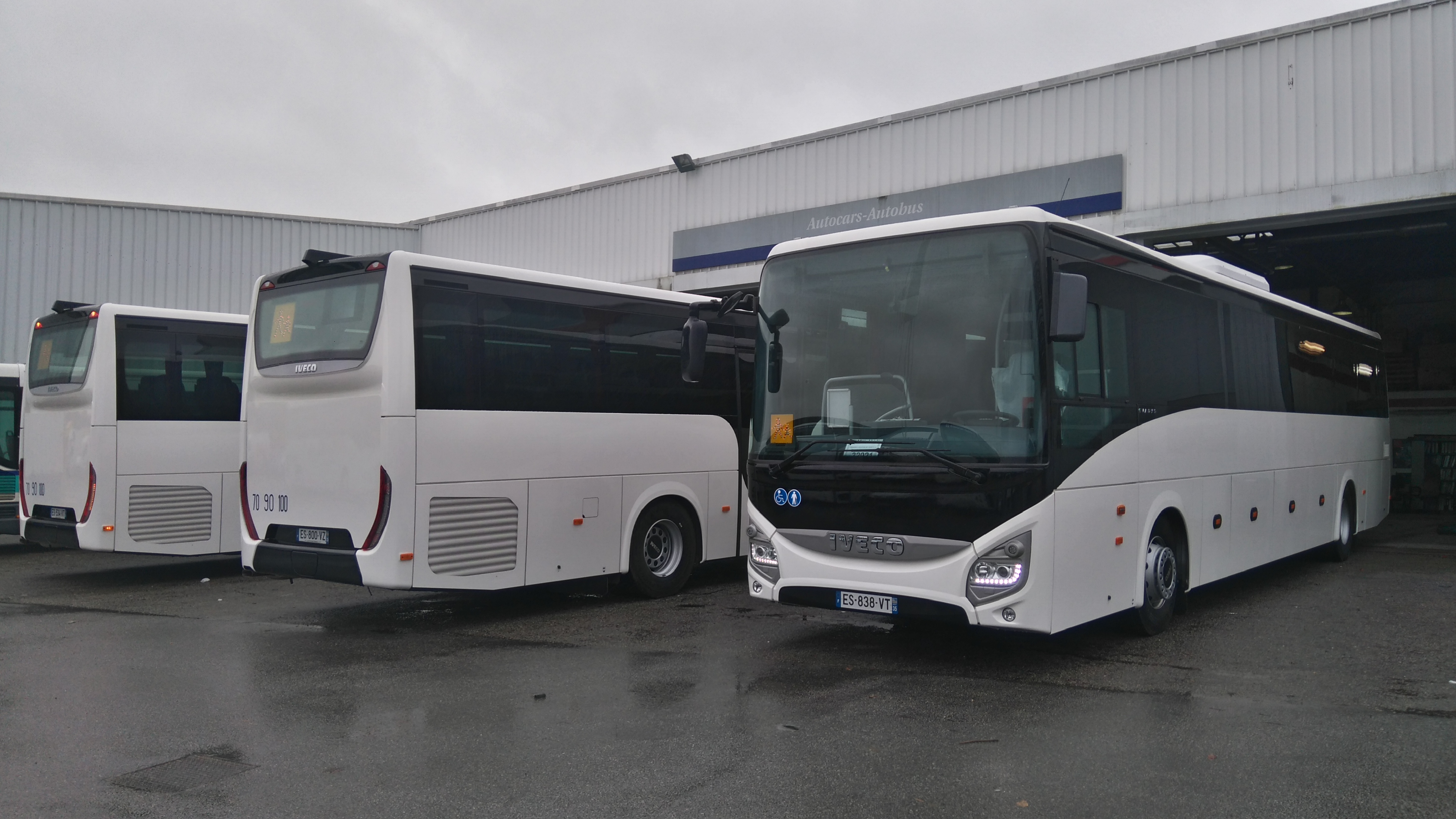
Iveco Bus Evadys, faces avant et arrière.

L'Evadys a été produit avec 4 générations de moteurs Diesel :
- Euro 3 : construits de 2005 à 2007, avec un moteur Iveco Cursor 8.
- Euro 4 : construits de 2006 à 2009, avec un moteur Iveco Cursor 8 ou Cursor 10.
- Euro 5 : construits de 2009 à 2013, avec un moteur Iveco Cursor 8 ou Cursor 10.
- Euro 6 : construits depuis 2016, avec un moteur Iveco Cursor 9.

## Les différentes versions

### Evadys de pré-série
Fabriqué uniquement pour les salons automobiles et la présentation de véhicules sur réseaux, l'Evadys de pré-série a été fabriqué en très peu d'exemplaires et uniquement en 2004. On peut le différencier aux autres Evadys à la position des optiques avant, qui ressemble fortement à l'Ares de 1998. Ils seront par la suite redessinés par la marque.
- Commercialisation : 2004.

### Evadys H

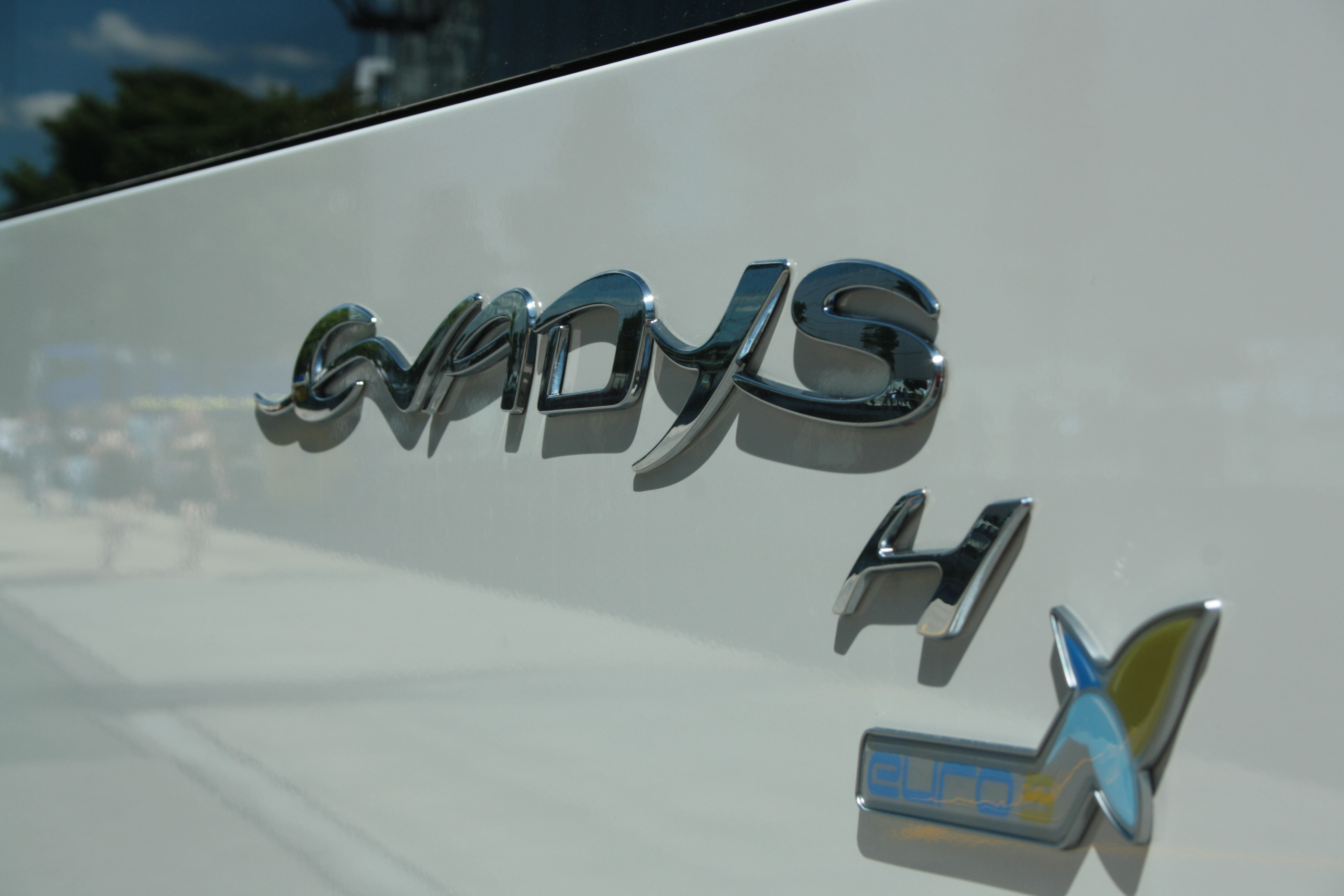

Ce véhicule est généralement exploité sur des lignes régulières (départementales, régionales, TER...). Pour le différencier de la version HD, il possède le même arrière de l'Arway
.
- Commercialisation : 2007 à 2013.
- Motorisation : Iveco Cursor 8 avec boîte de vitesses ZF 6S.

### Evadys HD

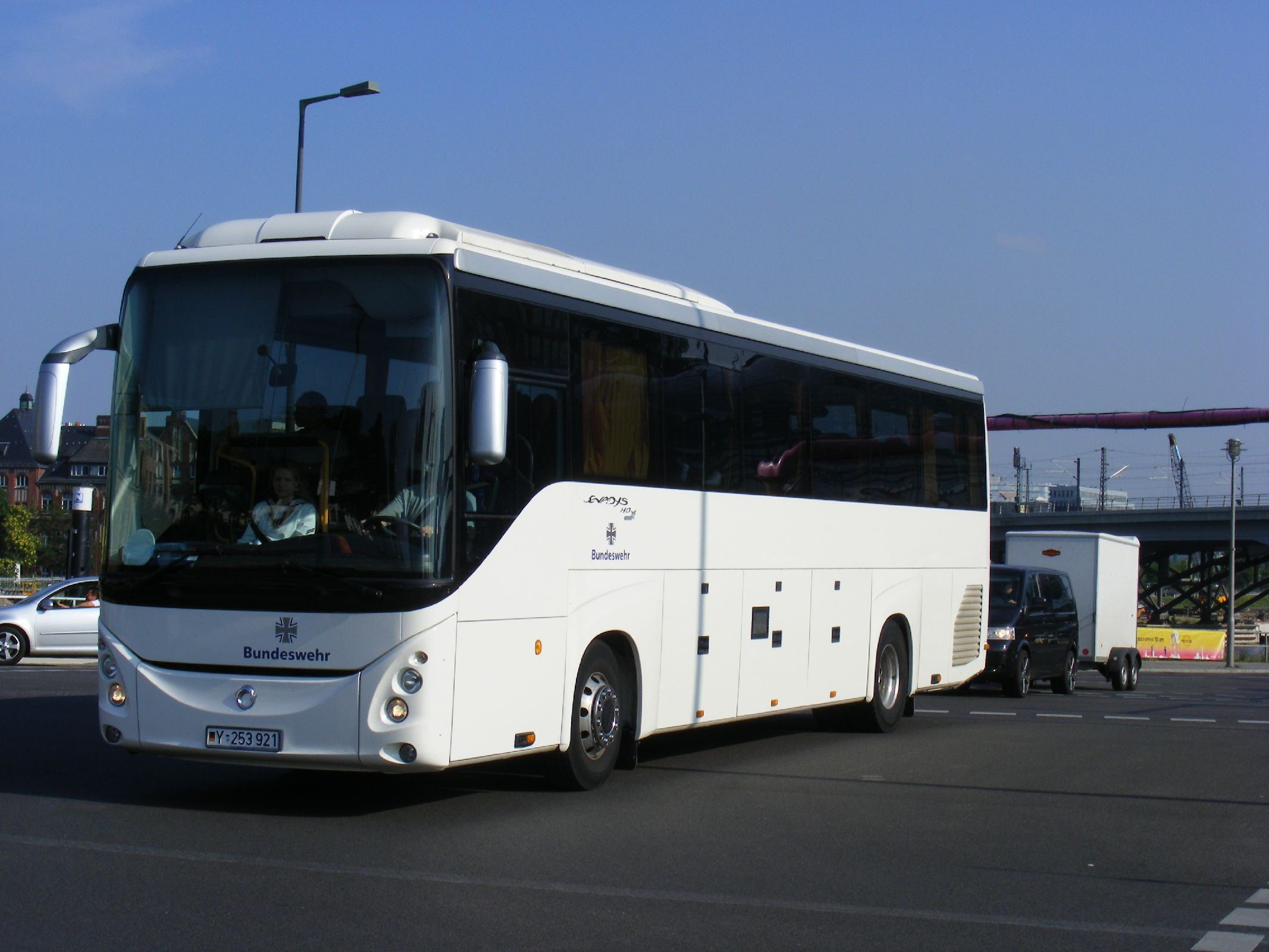
Irisbus Evadys HD.

Ce véhicule est généralement exploité pour des excursions ou du tourisme. Une couchette conducteur est disponible en option

- Commercialisation : 2005 à 2013.
- Motorisation : Iveco Cursor 8 et Cursor 10 avec boîte de vitesses ZF Astronic.

### Evadys (2016)

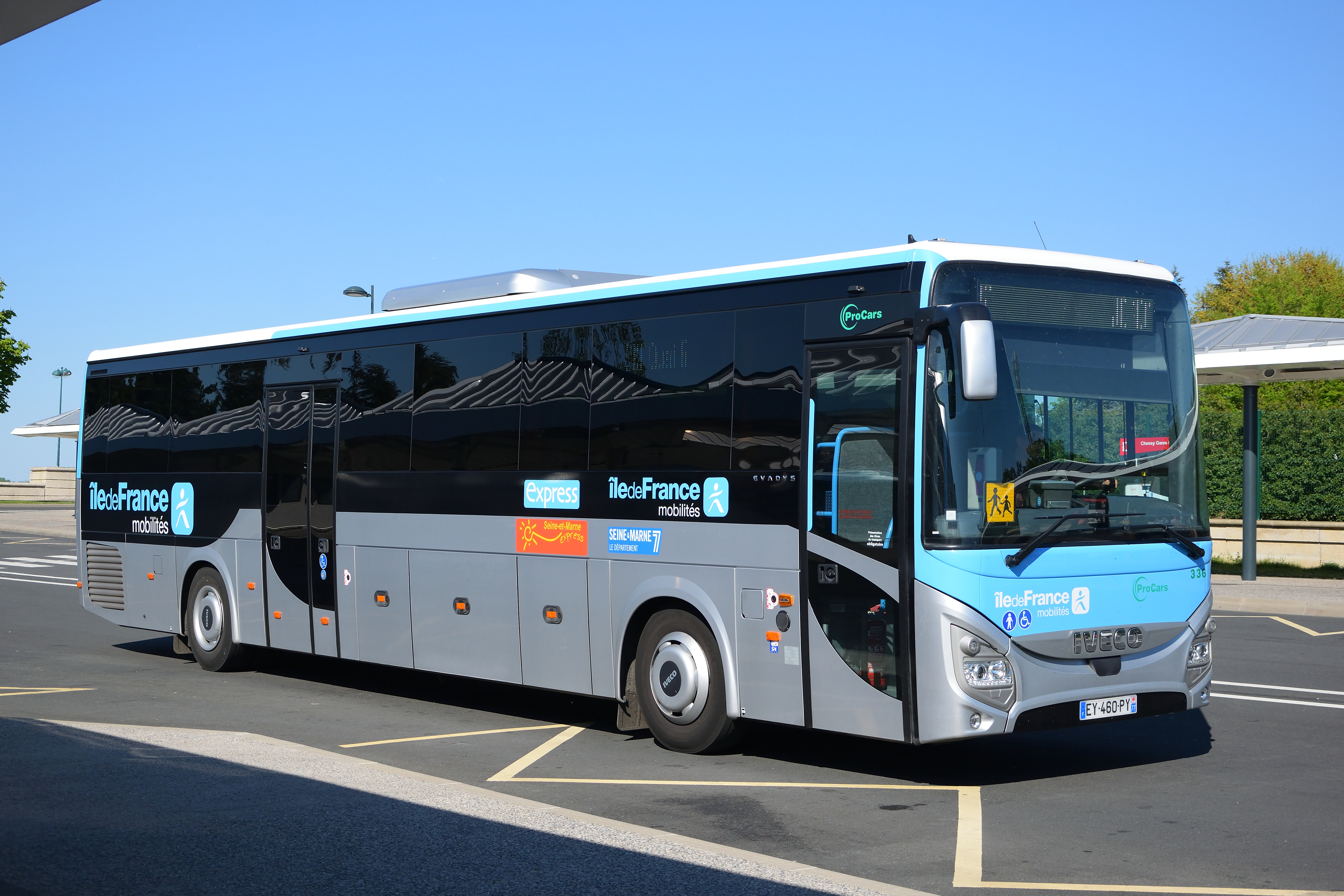
Iveco Bus Evadys.

Cette version modernisée assure aussi bien sur des lignes régulières régionales que pour du tourisme local.
- Commercialisation : depuis 2016.
- Motorisation : Iveco Cursor 9 avec boîte de vitesses ZF[5].

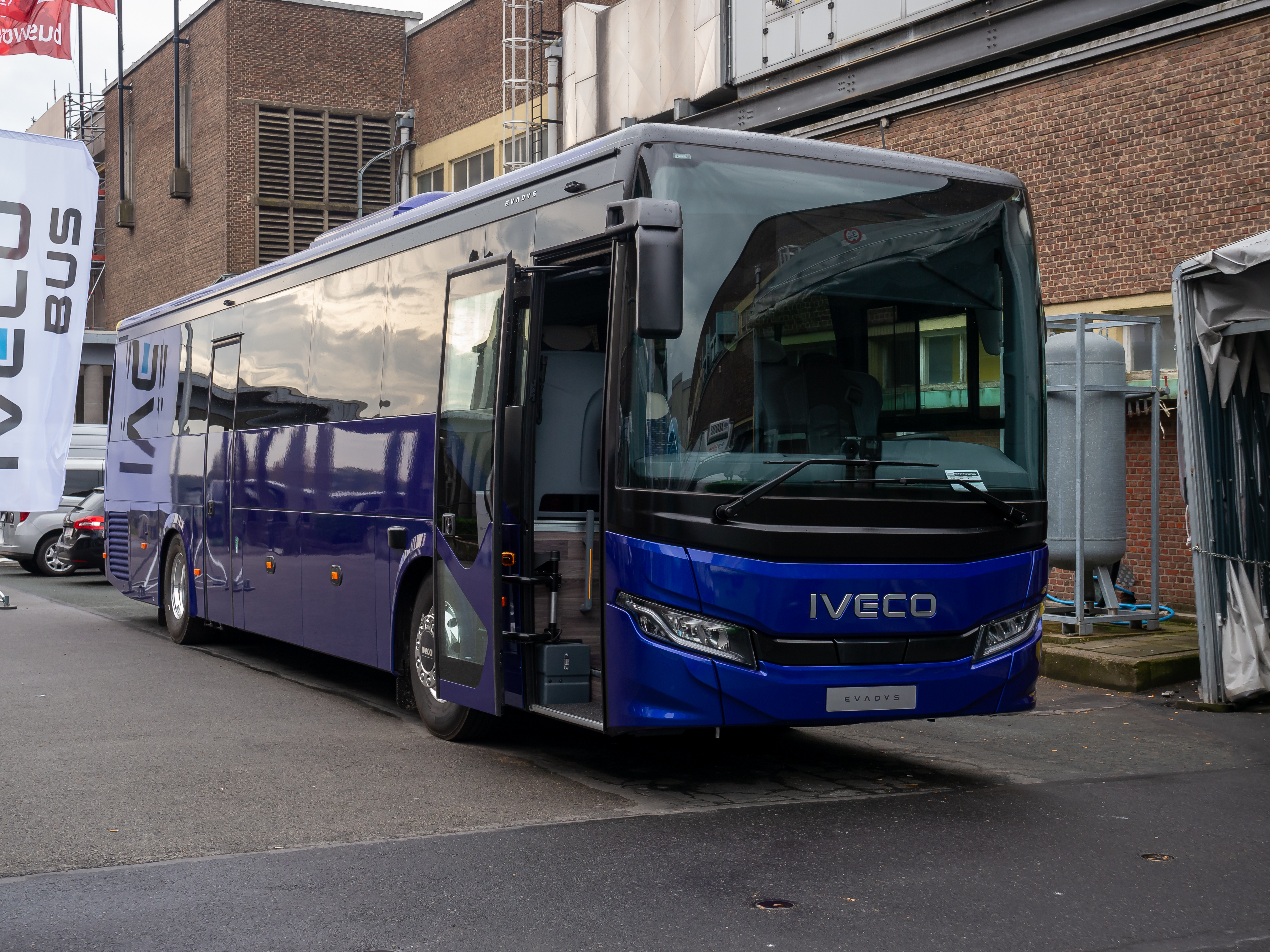
nouveau Evadys 2023

## Caractéristiques

### Dimensions
|                                     | Irisbus Evadys H            | Irisbus Evadys H            | Irisbus Evadys HD           | Irisbus Evadys HD           | Iveco Bus Evadys | Iveco Bus Evadys |
| ----------------------------------- | --------------------------- | --------------------------- | --------------------------- | --------------------------- | ---------------- | ---------------- |
| 12m (2007 à 2013)                   | 12.8m (2007 à 2013)         | 12m (2005 à 2013)           | 12.8m (2005 à 2013)         | 12m (2016 à ...)            | 13m (2016 à ...) |                  |
| Longueur                            | 11 976 mm                   | 12 708 mm                   | 11 943 mm                   | 12 708 mm                   | 12 097 mm        | 12 962 mm        |

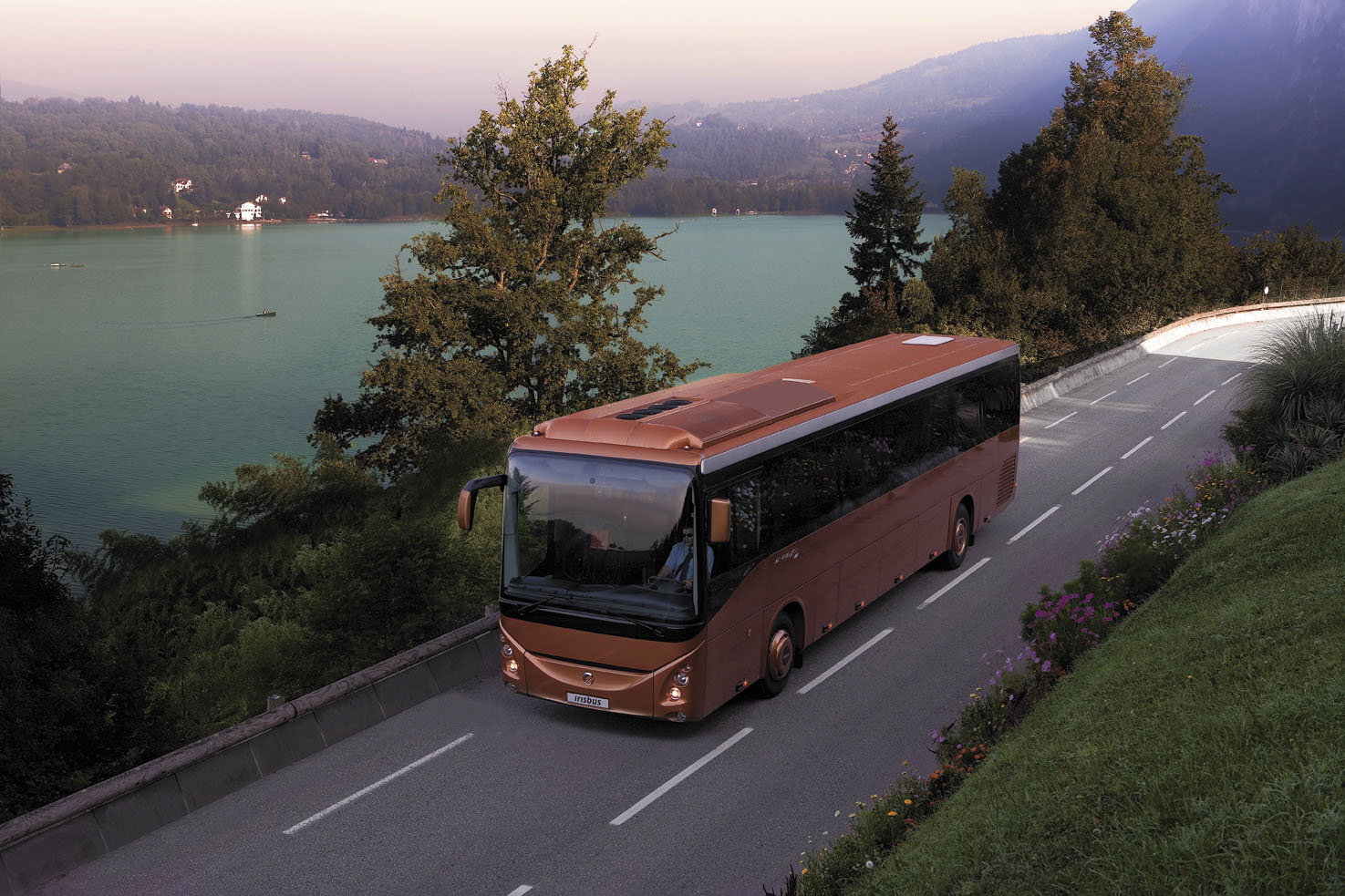
Irisbus Evadys H 12.8 m.

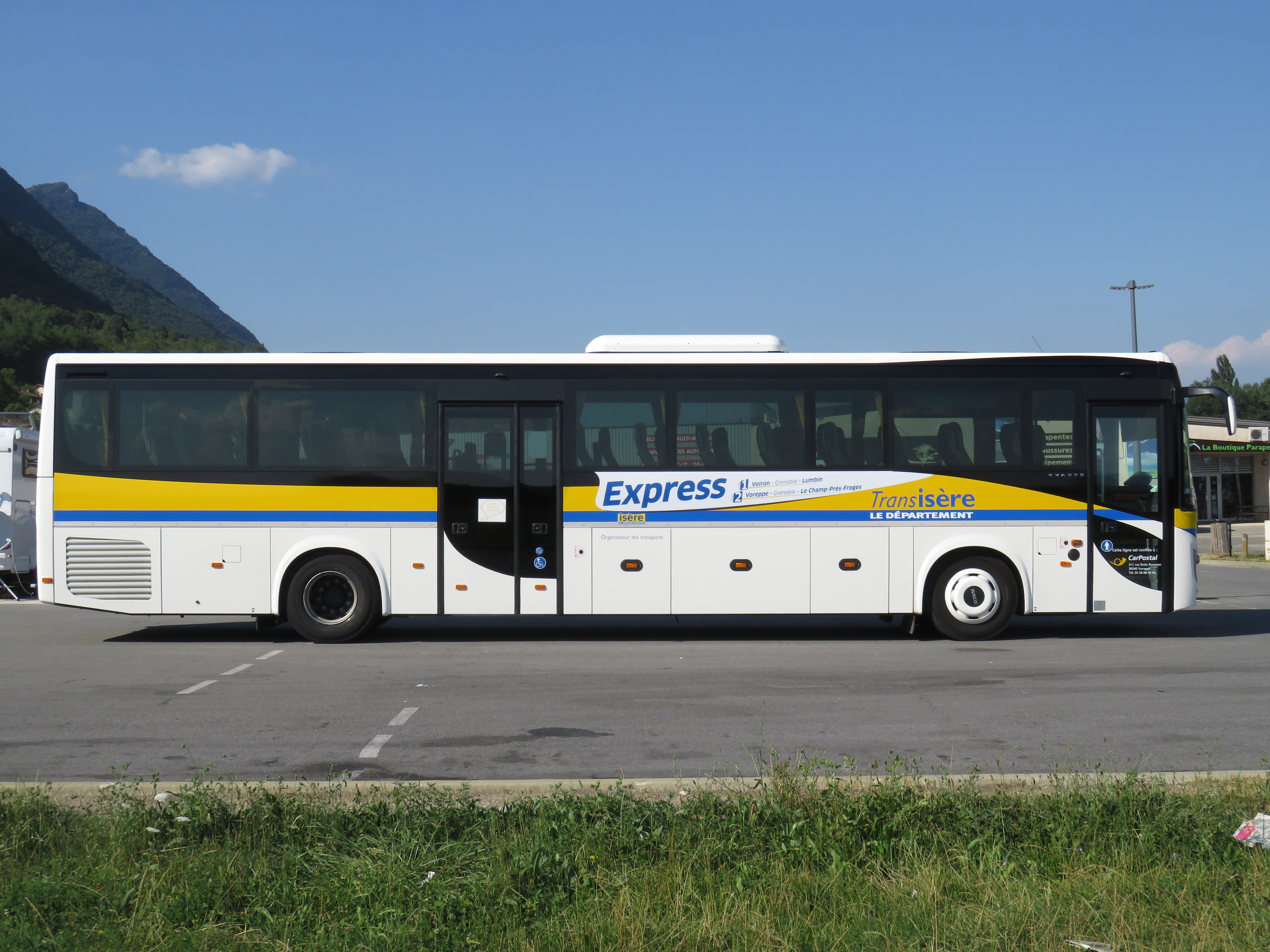
Iveco Bus Evadys 13 m.

| Largeur (sans rétroviseurs)         | 2 550 mm                    | 2 550 mm                    | 2 550 mm                    | 2 550 mm                    | 2 550 mm         | 2 550 mm         |
| Hauteur (sans clim.)*               | 3 456 mm                    | 3 451 mm                    | 3 775 mm                    | 3 775 mm                    | 3 460 mm         | 3 460 mm         |
| Empattement                         | 6 200 mm                    | 6 965 mm                    | 6 200 mm                    | 6 965 mm                    | 6 200 mm         | 7 065 mm         |
| Porte-à-faux                        | Av : 2 483 mm Ar : 3 293 mm | Av : 2 483 mm Ar : 3 293 mm | Av : 2 483 mm Ar : 3 260 mm | Av : 2 483 mm Ar : 3 260 mm |                  |                  |
| Rayon de braquage (entre trottoirs) | 8 854 mm                    | 9 851 mm                    | 9 223 mm                    | 10 241 mm                   | 8 990 mm         | 10 120 mm        |
| Angle d'attaque / Fuite             |                             |                             |                             |                             |                  |                  |
| Masse à vide**                      |                             |                             |                             |                             |                  |                  |
| P.T.A.C.                            | 19 000 kg                   | 19 000 kg                   | 19 000 kg                   | 19 000 kg                   | 19 000 kg        | 19 000 kg        |
| Capacité assis**                    | 55 / 59                     | 63                          | 59                          | 61                          |                  |                  |
| Rangement                           |                             |                             |                             |                             |                  |                  |
| Portes                              | 2                           | 2                           | 2                           | 2                           | 2                | 2                |
| Hauteur du plancher                 |                             |                             | 132 mm                      | 132 mm                      |                  |                  |
| Réservoir à combustible             |                             |                             |                             |                             |                  |                  |

* = avec climatisation : ? ; ** = variable selon l'aménagement intérieur.

### Chaîne cinématique

#### Moteur
L'Evadys a eu plusieurs motorisations gazole modifiées au fil des années de sa production en fonction des différentes normes européennes de pollution.
- l'Iveco Cursor 8 (Euro 3) six cylindres en ligne de 7,9 litres avec turbocompresseur faisant 310 et 352 ch.
- l'Iveco Cursor 8 (Euro 4 et 5 EEV) six cylindres en ligne de 7,9 litres avec turbocompresseur faisant 330 ch.
- l'Iveco Cursor 9 (Euro 6) six cylindres en ligne de 8,7 litres avec turbocompresseur faisant 360 ch.
- l'Iveco Cursor 10 (Euro 4 et 5 EEV) six cylindres en ligne de ? litres avec turbocompresseur faisant 430 ch.

Il sera équipé d'une boite de vitesses manuelle, semi-automatique ou automatique. Plus d'infos : voir Boite de vitesses.
| Modèle                                       | Construction | Moteur + Nom                             | Norme Euro      | Cylindrée         | Performance                    | Couple                   | Vitesse maxi* | Consommation + CO2    |
| -------------------------------------------- | ------------ | ---------------------------------------- | --------------- | ----------------- | ------------------------------ | ------------------------ | ------------- | --------------------- |
| Irisbus Evadys H (Semi-auto. 12 ou méca. 6)  | 2007 - 2013  | 6 cylindres en ligne Iveco Cursor 8 F2B  | Euro 4 et 5 EEV | 7 880 cm3 (7,9 L) | 242 kW (330 ch) à ... tr/min   | ... N m à ... tr/min     | 100 km/h      | ... l/100 km ... g/km |
| Irisbus Evadys HD (Semi-auto. 12 ou méca. 6) | 2005 - 2007  | 6 cylindres en ligne Iveco Cursor 8 F2B  | Euro 3          | 7 880 cm3 (7,9 L) | 228 kW (310 ch)                |                          | 100 km/h      |                       |
| Irisbus Evadys HD (Semi-auto. 12 ou méca. 6) | 2005 - 2007  | 6 cylindres en ligne Iveco Cursor 8 F2B  | Euro 3          | 7 880 cm3 (7,9 L) | 259 kW (352 ch)                |                          | 100 km/h      |                       |
| Irisbus Evadys HD (Semi-auto. 12 ou méca. 6) | 2007 - 2013  | 6 cylindres en ligne Iveco Cursor 10 F3A | Euro 4 et 5 EEV |                   | 316 kW (430 ch)                |                          | 100 km/h      |                       |
| Iveco Bus Evadys (Auto. 6)                   | 2016 - ...   | 6 cylindres en ligne Iveco Cursor 9      | Euro 6          | 8 700 cm3 (8,7 L) | 265 kW (360 ch) à 2 500 tr/min | 1 650 N m à 1 200 tr/min | 100 km/h      |                       |

* Bridé électroniquement à 100 km/h.
Iveco propose en plus une version EEV du Cursor 8, norme beaucoup plus restrictive que l'Euro 5. Tous les moteurs sont équipés d'un filtre SCR. Contrairement à tous les autres constructeurs, Iveco est le seul à offrir en série ce système particulièrement efficace sans recyclage. Ce système comprend un catalyseur d'oxydation diesel (DOC), un filtre anti-particules diesel (DPF). Ce système, sans EGR, n'affecte pas le processus de combustion : le moteur n'introduit que de l'air frais et propre, non mélangé aux gaz d'échappement chauds remis en circulation. Le système HI-SCR n'a pas non plus besoin d'injecter du carburant dans l'échappement pour régénérer le filtre à particules, évitant ainsi les températures élevées des gaz d'échappement.

#### Boite de vitesses

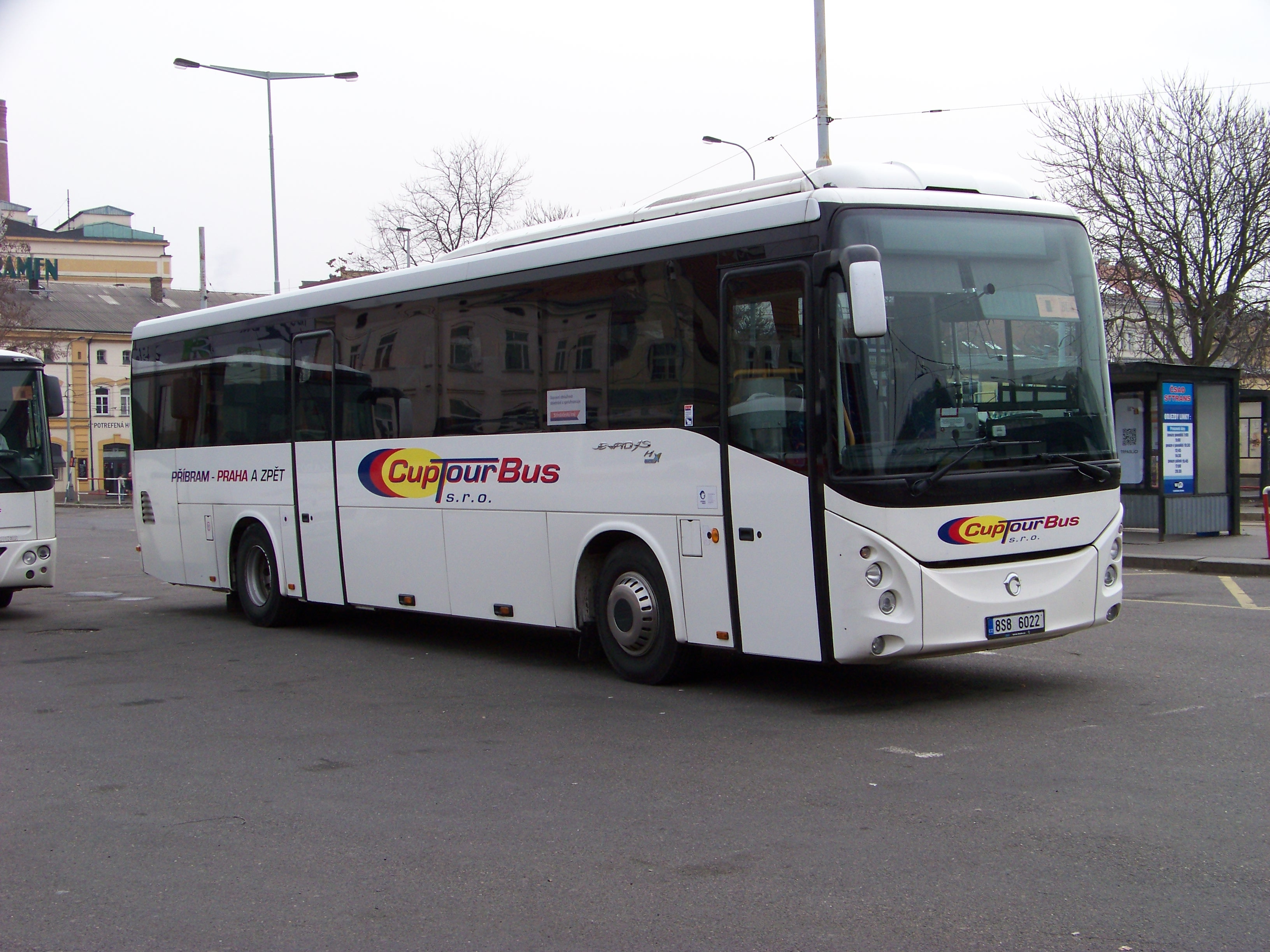

Les Evadys seront équipés d'une boite de vitesses manuelle, semi-automatique ou automatique.
- Boite manuelle :
  - ZF 6S à 6 rapports, sur les moteurs Iveco Cursor 8 et 10.
- Boite semi-automatique :
  - ZF Astronic 12 à 12 rapports, sur les moteurs Iveco Cursor 8 et 10.
- Boite automatique :
  - ZF à 6 rapports, sur les moteurs Iveco Cursor 9.

### Mécanique
Suspension : pneumatique.
- Avant : 2 coussins / 2 amortisseurs / 1 barre stabilisatrice / 1 valve de nivellement
- Arrière : 4 coussins / 4 amortisseurs télescopiques / 4 bielles de retenue / 1 barre stabilisatrice / 2 valves de nivellement

Direction : hydraulique Type ZF 8098.
Frein : pneumatique à disque pour l'avant et l'arrière.

### Châssis et carrosserie

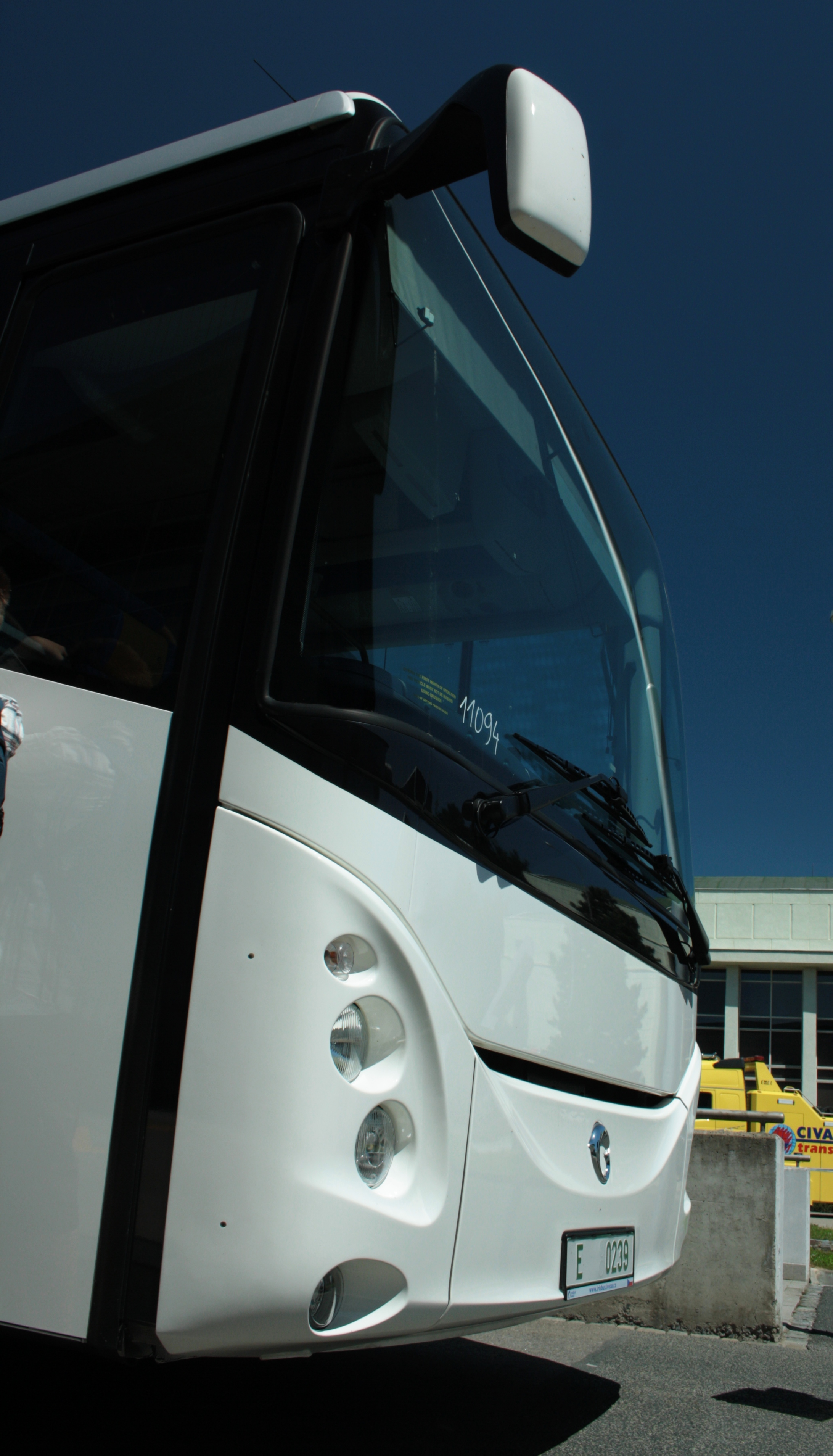

Les premiers exemplaires de cet autocar sont construits sur le châssis de l’Irisbus Ares.

### Options et accessoires

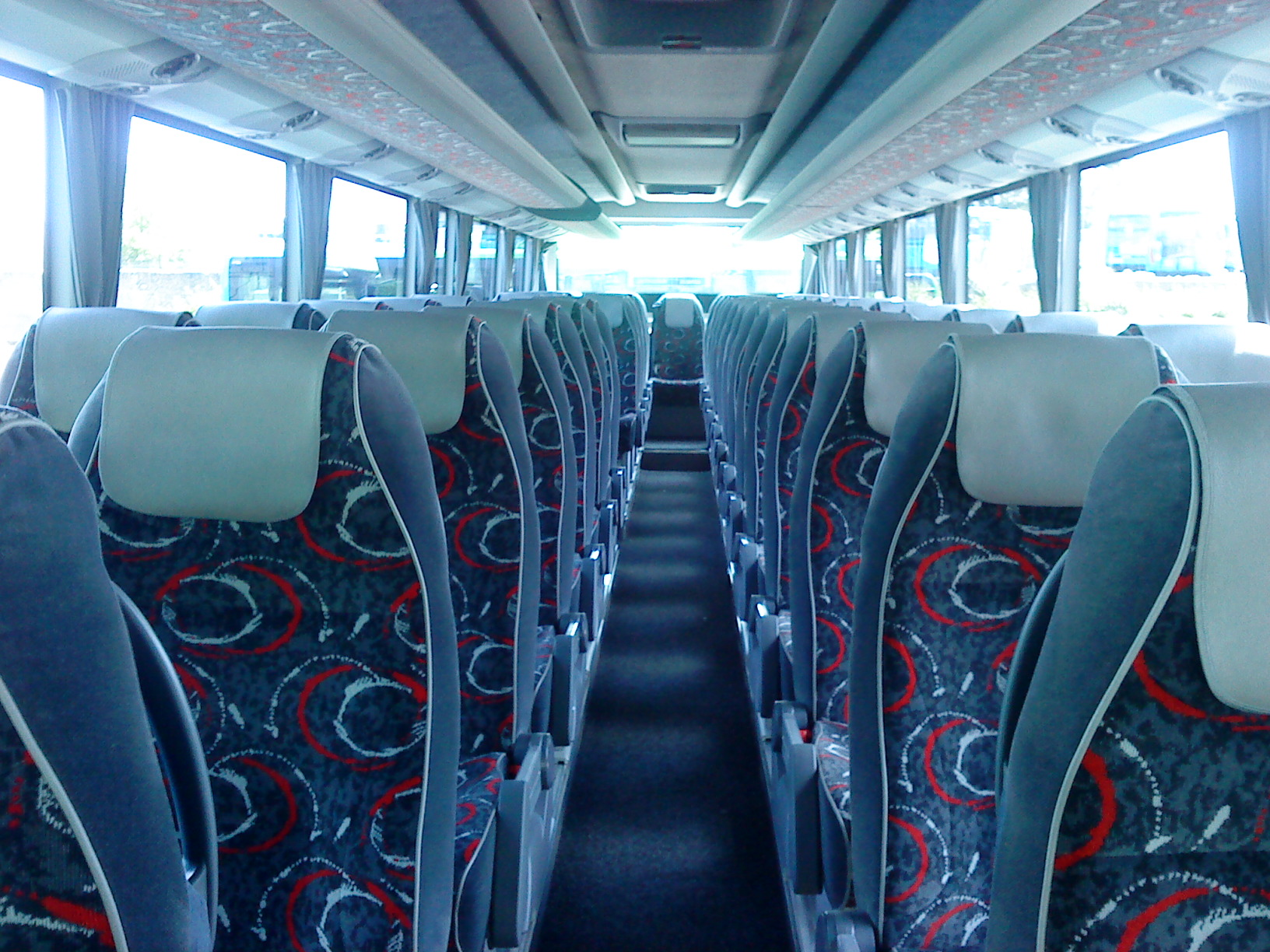
Vue intérieur de l'Irisbus Evadys HD.

- Irisbus Evadys H : Climatisation (toit ou soutes) ; Ouverture des soutes (portes sur charnière ou sur pantographes) ; Rampe PMR ; Porte-vélos (à l'arrière) ; Siège accompagnateur[4].
- Irisbus Evadys HD : Climatisation (toit ou soutes) ; Ouverture des soutes (portes sur charnière ou sur pantographes) ; Rampe PMR ; Porte-vélos (à l'arrière) ; Toilettes ; Vidéo avec écrans LCD et lecteur DVD ; Siège accompagnateur ; Couchette conducteur[2].
- Iveco Bus Evadys : Climatisation (toit ou soutes) ; Ouverture des soutes (portes sur charnière ou sur pantographes) ; Rampe PMR ; Porte-vélos (à l'arrière) ; Toilettes ; Vidéo avec écrans LCD et lecteur DVD ; Siège accompagnateur ; Couchette conducteur[5]...

### Documents techniques
- « Evadys », brochure, sur le site du constructeur